# Simon Kemboi
Simon Tirop Kemboi (ur. 1 marca 1967) – kenijski lekkoatleta, specjalizujący się w długich biegach sprinterskich, dwukrotny uczestnik letnich igrzysk olimpijskich (Barcelona 1992, Atlanta 1996).
W 2000 został zdyskwalifikowany za stosowanie niedozwolonych środków dopingujących.

## Sukcesy sportowe
- mistrz Kenii w biegu na 400 metrów – 1992[2]

| Rok  | Miasto    | Zawody               | Konkurencja                      | Wynik                     |
| ---- | --------- | -------------------- | -------------------------------- | ------------------------- |
| 1991 | Tokio     | Mistrzostwa świata   | sztafeta 4 × 400 m               | 5. miejsce                |
| 1991 | Kair      | Igrzyska afrykańskie | sztafeta 4 × 400 m               | złoty medal               |
| 1993 | Durban    | Mistrzostwa Afryki   | sztafeta 4 × 400 m bieg na 400 m | złoty medal brązowy medal |
| 1993 | Stuttgart | Mistrzostwa świata   | sztafeta 4 × 400 m bieg na 400 m | srebrny medal 7. miejsce  |
| 1996 | Jaunde    | Mistrzostwa Afryki   | sztafeta 4 × 400 m bieg na 400 m | srebrny medal             |

## Rekordy życiowe
- bieg na 400 metrów – 44,94 – Stuttgart 16/08/1993
- bieg na 800 metrów – 1:45,87 – Rieti 05/09/1993